# Banyubiru (Semarang)
Banyubiru, ook gespeld als Banyu-Biru (in de koloniale tijd Banjoebiroe of Banjoe Biroe) is een Indonesische stad en onderdistrict (Indonesisch: kecamatan) gelegen in het Midden-Javaanse regentschap Semarang, op circa 45 kilometer ten zuiden van de stad Semarang en vijf kilometer ten zuiden van Ambarawa.

## Verdere onderverdeling
Het onderdistrict Banyubiru is anno 2010 verdeeld in 10 kelurahan, plaatsen en dorpen:
|  | 1. Banyubiru 2. Gedong 3. Kebondowo 4. Kebumen 5. Kemambang | - 6 Ngrapah - 7 Rowoboni - 8 Sepakung - 9 Tegaron - 10 Wirogomo |

## Tweede Wereldoorlog

### Kampementen en interneringskamp
In het noordoosten van de stad lag een militair kampement van het KNIL met een gevangenis. Na het uitbreken van de Tweede Wereldoorlog werd de gevangenis een kamp voor geïnterneerden, eerst Kamp 10 genoemd. Later werd op een stuk land verderop een Kamp 11 bijgebouwd.
In deze gevangenis werden eerst na de Nederlandse capitulatie tegenover Japan op 8 maart 1942 mannen geïnterneerd (sommigen schreven hun naam op de muren aldaar), en daarna, vanaf februari 1944 tot de bevrijding op 15 augustus 1945, vrouwen en kinderen. Kamp 10 fungeerde ook als opvangkamp voor de 2100 vrouwen en kinderen uit het Muntilankamp dat begin augustus 1945 hierheen werd verplaatst. Later werden dezen ook ondergebracht in een uitbreiding van Kamp 10 en een nieuw kamp Banyubiru 12. In de Bersiap periode fungeerde Kamp 10 als beschermkamp onder bewaking van Britse en Brits-Indische militairen. Vanaf de tweede helft van 1944 tot aan de Japanse capitulatie fungeerde Banyubiru 11 als een verzamelkamp voor vrouwen en kinderen uit heel Java. Japanse kampcommandanten waren Sakai Sadao; Suzuki Susumu en Yamada.

### Transporten en bevolking
Veel vrouwen en kinderen die eerst in Kamp Malang (De Wijk), vrouwenkampen bij Soerabaja, Bandung of Kamp Muntilan waren ondergebracht, zijn in 1944 en 1945 per trein naar het station Ambarawa getransporteerd en moesten daarna vijf kilometer te voet afleggen naar Banyubiru. Jongens boven de leeftijd van 10 jaar (volgens Japanse opvattingen waren die volwassen) werden gescheiden van hun moeder en overgebracht naar een jongenskamp in Ambarawa. Toen tegen het eind van de oorlog in in 1945 ook veel vrouwen en kinderen uit Kamp Muntilan bij Djokjakarta naar Banyubiru waren overgebracht, raakte dit kamp overvol. Veel gevangen leden toen aan ziektes en ondervoeding. De totale bevolking van Kamp 10 bestond toen inclusief 187 overledenen uit 5466 personen. Van Kamp 11 bedroeg dit aantal 2440 personen, inclusief 104 doden.
Ir. Joh. A.G. Warmer maakte gedurende de periode 1942 - 1945 illegaal een aantal tekeningen in drie Japanse kampen - Kesilir, Banjoe Biroe en Tjikoedapateuh - die in 1984 werden uitgegeven door hem in - Java 1942 - 1945 Kampschetsen.

## Na de capitulatie
De capitulatie van Japan vond plaats op 15 augustus 1945, maar twee dagen daarna, op 17 augustus 1945, verklaarde Soekarno de burgeroorlog (onafhankelijkheidsoorlog) met Nederland (zie Bersiap). Hierdoor moesten de meeste burger- en krijgsgevangenen in hun kampen blijven als gevolg van veiligheidsmaatregelen. Dit heeft voor vele gevangenen in Banyubiru tot eind november 1945 geduurd. De Ghurka soldaten hebben na 15 augustus 1945 de gevangenen (vrouwen en kinderen) met lichte artillerie beveiligd tegen aanvallen van extremisten die rondom Banyubiru in de bergen trachtten de gevangenis te beschieten. Daarna werden de burgergevangenen in Banyubiru op vrachtwagens geladen, die bedekt waren met bultzakken (matrassen) als veiligheid tegen de scherpschutters van de extremisten en in konvooi, begeleid door Britse vliegtuigen en Ghurka soldaten, naar Semarang vervoerd.
Na de oorlog is de gevangenis omgebouwd tot een politieacademie, waardoor het geheel veranderd is en als oorlogsmonument verloren is gegaan. De gebouwen die van buiten tegen de gevangenismuur gebouwd werden ter uitbreiding van het aantal gevangenen, verkeren nu (2008) in vervallen staat en de vrees is dat die verloren zullen gaan, alhoewel die als oorlogsmonument toch van belang zijn, omdat zowel de Nederlanders als de Japanners berichten op de muren hebben geschreven.

## Overleden in Banyubiru
- Lizzy van Dorp (6 september 1945), Nederlands econoom, feminist, jurist en politicus

## Geboren in Banyiubiru
- Riek Wesseling (1914-1995), Nederlandse tekenares